# وزارة الخارجية والمغتربين (لبنان)
وزارة الخارجية والمغتربين هي وزارة حكومية في لبنان مسؤولة عن الشؤون الخارجية للبلاد وتحافظ على العلاقات مع جالياتها الكبيرة من المهاجرين.

## تاريخ الوزارة
في 1 سبتمبر 1920، قام الجنرال الفرنسي هنري غورو بالإعلان عن قيام دولة لبنان الكبير بحدودها الحالية، على أن تكون بيروت عاصمةً لها. وصدر أوّل دستور لبناني في 23 مايو 1926، والذي عُدّل عدّة مرّات في مراحل لاحقة. لكنّ الدستور الذي أُصدر في عام 1926 لم يضع حداً للانتداب الفرنسي بل زاده عوضاً عن ذلك صفةً أكثر رسمية؛ محدّداً العديد من صلاحياته، ومنها سياسة لبنان الخارجية. فتنصّ المادة 94 من دستور 1926: «تتفق الحكومة اللبنانية في ما بعد مع ممثل الدولة المنتدبة لإنشاء وكالة لبنانية في باريس ووظائف لملحقين لبنانيين داخل البعثات والقنصليات الفرنسية في المدن الأجنبية حيث يوجد اللبنانيين.»
أُنشئ مكتب في باريس عام 1926 باسم «الوكالة اللبنانية في باريس»، وعُيِّن ألفونس أيوب «ملحقاً لبنانياً لمديرية دول المشرق الخاضعة للانتداب الفرنسي» ليصبح في الفترة ما بين 1937 و1944 «مفوّض الجمهورية اللبنانية». لكنّ كان المفوّض اللبناني حينها يتمتّع بامتيازات محدودة جداً؛ فقد اقتصر دوره على الجانب الإداري فقط، حيث أوكل إليه إرسال المعلومات من لبنان إلى حكومة الانتداب الفرنسية والعكس أيضًا. كما تولّى رفع التقارير إلى اللبنانيين بشأن وضع الجالية اللبنانية في باريس. بدأت الأمور بالتغيّر مع توقيع الاتفاق الفرنسي اللبناني في العام 1936 الذي منح لبنان سلطةً أكبر. فأُنشِئ مكتب للشؤون الخارجية في 15 أبريل 1937، رغم أنّ أعماله لازالت محدودة.
بعد إعلان الجنرال كاترو استقلال لبنان، أصبح حميد فرنجية أوّل وزيرٍ للخارجية في الحكومة التي شكَّلها عمر الداعوق في 1 ديسمبر 1941. فبدأ حميد فرنجية بعملية تخطيط فعّال لبُنية وزارة الخارجية، حيث عَيَّن حليم حرفوش كأول مديرٍ للوزارة، كما عين إلياس السخن كأول موظّف في قطاع الخدمة المدنية. واتُخذ مبنى مجلس النوّاب مقرًا للوزارة.
وقد ساهم سليم تقلا بشكلٍ أساسي في إرساء أسس وزارة الخارجية كما هي عليه اليوم، الذي شَغل منصب وزير الخارجية لثلاث ولايات متتالية ما بين 1943 و1945. كما افتتحت لبنان المفوضيّة اللبنانية الأولى في لندن، ثمّ في القاهرة، فباريس، ووارسو، بالإضافة إلى افتتاح عدّة قنصليات في لندن والقاهرة وباريس ومارسيليا والقدس. وفي الفترة نفسها، أعلنت لبنان عن نيّتها نسج علاقات دبلوماسية مع الولايات المتّحدة، والاتحاد السوفياتي، والصين، وإيران، والعراق والمملكة العربية السعودية، مباشرًا بالتالي بإنشاء مفوضيّات له في هذه البلاد.
في 30 مارس 1953، حُوِّلت جميع المفوضيّات اللبنانية إلى سفارات (المرسوم رقم 1220). وقد ضمَّت المجموعة الأولى من الدبلوماسيين الذين عُيِّنوا بموجب مسابقة في العام 1944 وهم: إدوار غرّة، محمد خضري، إميل مطر، عزيز بركات، بول قلات، نجيب دحدح، يوسف قمر، أنطوان فرنسيس، إدمون خياط، فؤاد خوري، إيلي معلوف، جوفري حداتي، عزّت زين، يوسف شديد، إميل منسّى، انطوان موصلي، ألبير سماحة، حسن صعب، جوزيف يزبك، نبيل نصير، رامز شمعة، جوزيف نفاع، هنري أسمر، عصام بيهم، إيلي بستاني، شفيق شبشب وفكري حيدر.

## قائمة الوزراء
| مرحلة ما بعد الاستقلال   | مرحلة ما بعد الاستقلال            | مرحلة ما بعد الاستقلال        | مرحلة ما بعد الاستقلال   | مرحلة ما بعد الاستقلال   | مرحلة ما بعد الاستقلال   |
| وزير الخارجية والمغتربين | وزير الخارجية والمغتربين          | وزير الخارجية والمغتربين      | وزير الخارجية والمغتربين | وزير الخارجية والمغتربين | وزير الخارجية والمغتربين |
| #                        | الوزير                            | الطائفة                       | الحزب                    | بداية الفترة             | نهاية الفترة             |
| ------------------------ | --------------------------------- | ----------------------------- | ------------------------ | ------------------------ | ------------------------ |
|                          | سليم تقلا                         |                               |                          | 25 سبتمبر 1943           | 13 يونيو 1945            |
|                          | هنري فيليب فرعون                  |                               |                          | 13 يونيو 1945            | 22 أغسطس 1945            |
|                          | حميد فرنجية                       | المارونية                     |                          | 22 أغسطس 1945            | 22 مايو 1946             |
|                          | فيليب تقلا                        |                               |                          | 22 مايو 1946             | 14 ديسمبر 1946           |
|                          | هنري فيليب فرعون (الفترة الثانية) |                               |                          | 14 ديسمبر 1946           | 7 يونيو 1947             |
|                          | حميد فرنجية                       | المارونية                     |                          | 7 يونيو 1947             | 1 أكتوبر 1949            |
|                          | فيليب تقلا (الفترة الثانية)       |                               |                          | 1 أكتوبر 1949            | 14 فبراير 1951           |
|                          | حسين العويني                      | السنية                        |                          | 14 فبراير 1951           | 7 يونيو 1951             |
|                          | شارل حلو                          | المارونية                     | الكتائب اللبنانية        | 7 يونيو 1951             | 11 فبراير 1952           |
|                          | فيليب تقلا (الفترة الثالثة)       |                               |                          | 11 فبراير 1952           | 9 سبتمبر 1952            |
|                          | ناظم عكاري                        |                               |                          | 9 سبتمبر 1952            | 14 سبتمبر 1952           |
|                          | صائب سلام                         | السنية                        | سياسي مستقل (غير حزبي)   | 14 سبتمبر 1952           | 18 سبتمبر 1952           |
|                          | ناظم عكاري                        |                               |                          | 18 سبتمبر 1952           | 30 سبتمبر 1952           |
|                          | موسى مبارك                        |                               |                          | 30 سبتمبر 1952           | 6 فبراير 1953            |
|                          | خالد شهاب                         |                               |                          | 6 فبراير 1953            | 30 أبريل 1953            |
|                          | جورج حكيم                         |                               |                          | 30 أبريل 1953            | 16 أغسطس 1953            |
|                          | ألفرد جورج النقاش                 | المارونية                     | الكتائب اللبنانية        | 16 أغسطس 1953            | 9 يوليو 1955             |
|                          | حميد فرنجية                       | المارونية                     |                          | 9 يوليو 1955             | 7 سبتمبر 1955            |
|                          | سليم لحود                         | المارونية                     |                          | 7 سبتمبر 1955            | 18 نوفمبر 1956           |
|                          | شارل مالك                         | الأرثوذوكسية                  | الجبهة اللبنانية         | 18 نوفمبر 1956           | 24 سبتمبر 1958           |
|                          | فيليب تقلا (الفترة الرابعة)       |                               |                          | 24 سبتمبر 1958           | 14 أكتوبر 1958           |
|                          | حسين العويني                      | السنية                        |                          | 14 أكتوبر 1958           | 14 مايو 1960             |
|                          | فيليب تقلا                        |                               |                          | 14 مايو 1960             | 1 أبريل 1964             |
|                          | فؤاد عمون                         |                               |                          | 1 أبريل 1964             | 18 نوفمبر 1964           |
|                          | فيليب تقلا (الفترة الخامسة)       |                               |                          | 18 نوفمبر 1964           | 2 يونيو 1965             |
|                          | حسين العويني (الفترة الثانية)     | السنية                        |                          | 2 يونيو 1965             | 25 يوليو 1965            |
|                          | جورج حكيم (الفترة الثانية)        |                               |                          | 25 يوليو 1965            | 9 أبريل 1966             |
|                          | فيليب تقلا (الفترة السادسة)       |                               |                          | 9 أبريل 1966             | 6 ديسمبر 1966            |
|                          | جورج حكيم (الفترة الثالثة)        |                               |                          | 6 ديسمبر 1966            | 8 فبراير 1968            |
|                          | فؤاد بطرس                         |                               |                          | 8 فبراير 1968            | 12 أكتوبر 1968           |
|                          | علي محمود عرب                     |                               |                          | 12 أكتوبر 1968           | 20 أكتوبر 1968           |
|                          | حسين العويني (الفترة الثالثة)     | السنية                        |                          | 20 أكتوبر 1968           | 15 يناير 1969            |
|                          | رشيد كرامي                        | السنية                        |                          | 15 يناير 1969            | 22 يناير 1969            |
|                          | يوسف سالم                         |                               |                          | 22 يناير 1969            | 25 نوفمبر 1969           |
|                          | نسيم مجدلاني                      |                               |                          | 25 نوفمبر 1969           | 13 أكتوبر 1970           |
|                          | خليل أبو حمد                      |                               |                          | 13 أكتوبر 1970           | 25 أبريل 1973            |
|                          | خاتشيك بابكيان                    |                               |                          | 25 أبريل 1973            | 8 يوليو 1973             |
|                          | فؤاد نفاع                         |                               |                          | 8 يوليو 1973             | 31 أكتوبر 1974           |
|                          | فيليب تقلا (الفترة السابعة)       |                               |                          | 31 أكتوبر 1974           | 23 مايو 1975             |
|                          | لوسيان دحداح                      |                               |                          | 23 مايو 1975             | 1 يوليو 1975             |
|                          | فيليب تقلا                        |                               |                          | 1 يوليو 1975             | 16 يونيو 1976            |
|                          | كميل شمعون                        | المارونية                     | حزب الوطنيين الأحرار     | 16 يونيو 1976            | 9 ديسمبر 1976            |
|                          | فؤاد بطرس (الفترة الثانية)        | الكنيسة اليونانية الأرثوذكسية |                          | 9 ديسمبر 1976            | 2 أكتوبر 1982            |
|                          | إيلي سالم                         |                               |                          | 7 أكتوبر 1982            | 30 أبريل 1984            |
|                          | رشيد كرامي (الفترة الثانية)       | السنية                        |                          | 30 أبريل 1984            | 1 يونيو 1987             |
|                          | نبيل قريطم                        |                               |                          | 22 سبتمبر 1988           | 22 سبتمبر 1988           |
|                          | ميشال عون                         | المارونية                     | التيار الوطني الحر       | 4 أكتوبر 1988            | 25 نوفمبر 1989           |
|                          | سليم الحص                         | السنية                        |                          | 25 نوفمبر 1989           | 24 ديسمبر 1990           |
|                          | فارس بويز                         | المارونية                     |                          | 24 ديسمبر 1990           | 16 سبتمبر 1992           |
|                          | نصري معلوف                        | روم كاثوليك                   |                          | 16 سبتمبر 1992           | 31 أكتوبر 1992           |
|                          | فارس بويز (الفترة الثانية)        | المارونية                     |                          | 31 أكتوبر 1992           | 25 مايو 1995             |

| وزير الخارجية  | وزير الخارجية              | وزير الخارجية | وزير الخارجية             | وزير الخارجية | وزير الخارجية  |
|                | الوزير                     | الطائفة       | الحزب                     | بداية الفترة  | نهاية الفترة   |
| -------------- | -------------------------- | ------------- | ------------------------- | ------------- | -------------- |
|                | فارس بويز                  | المارونية     |                           | 25 مايو 1995  | 4 ديسمبر 1998  |
|                | سليم الحص (الفترة الثانية) | السنية        |                           | 4 ديسمبر 1998 | 26 أكتوبر 2000 |
| وزير المغتربين |                            |               |                           |               |                |
|                | الوزير                     | الطائفة       | الحزب                     | بداية الفترة  | نهاية الفترة   |
|                | علي الخليل                 |               |                           | 25 مايو 1995  | 7 نوفمبر 1996  |
|                | طلال أرسلان                | الدرزية       | الحزب الديمقراطي اللبناني | 7 نوفمبر 1996 | 4 ديسمبر 1998  |
|                | سليم الحص                  | السنية        |                           | 4 ديسمبر 1998 | 26 أكتوبر 2000 |

| وزير الخارجية والمغتربين | وزير الخارجية والمغتربين    | وزير الخارجية والمغتربين    | وزير الخارجية والمغتربين | وزير الخارجية والمغتربين | وزير الخارجية والمغتربين |
| #                        | الوزير                      | الطائفة                     | الحزب                    | بداية الفترة             | نهاية الفترة             |
| ------------------------ | --------------------------- | --------------------------- | ------------------------ | ------------------------ | ------------------------ |
|                          | محمود حمود                  | الشيعية                     |                          | 26 أكتوبر 2000           | 17 أبريل 2003            |
|                          | جان عبيد                    | المارونية                   |                          | 17 أبريل 2003            | 26 أكتوبر 2004           |
|                          | محمود حمود (الفترة الثانية) | الشيعية                     |                          | 26 أكتوبر 2004           | 19 يوليو 2005            |
|                          | فوزي صلوخ                   | الشيعية                     | سياسي مستقل (غير حزبي)   | 19 يوليو 2005            | 9 نوفمبر 2009            |
|                          | علي حسين الشامي             | الشيعية                     | حركة أمل                 | 9 نوفمبر 2009            | 13 يونيو 2011            |
|                          | عدنان منصور                 | الشيعية                     | حركة أمل                 | 13 يونيو 2011            | 14 فبراير 2014           |
|                          | جبران باسيل                 | المارونية                   | التيار الوطني الحر       | 14 فبراير 2014           | 21 يناير 2020            |
|                          | ناصيف حتي                   | المارونية                   | التيار الوطني الحر       | 21 يناير 2020            | 3 أغسطس 2020             |
|                          | شربل وهبة                   | المارونية                   | التيار الوطني الحر       | 3 أغسطس 2020             | 19 مايو 2021             |
|                          | زينة عكر                    | الكنيسة الأرثوذكسية الشرقية | التيار الوطني الحر       | 19 مايو 2021             | 10 سبتمبر 2021           |
|                          | عبد الله بوحبيب             | موارنة                      | التيار الوطني الحر       | 10 سبتمبر 2021           | 8 فبراير 2025            |
|                          | يوسف رجي                    | السنية                      |                          | 8 فبراير 2025            | الآن                     |

### الأمناء العامون
| الأمين العام    | بداية المنصب   | نهاية المنصب   |
| --------------- | -------------- | -------------- |
| سامي الخوري     | 23 أكتوبر 1944 | 5 أكتوبر 1945  |
| فؤاد عمون       | 26 نوفمبر 1945 | 22 فبراير 1954 |
| فكتور خوري      | 30 يناير 1958  | 19 مايو 1959   |
| جوزف ابو خاطر   | 8 يوليو 1959   | 29 ديسمبر 1959 |
| فؤاد عمون       | 29 ديسمبر 1959 | 27 نوفمبر 1963 |
| نجيب صدقة       | 10 فبراير 1967 | 17 فبراير 1974 |
| نجيب الدحداح    | 24 أبريل 1975  | 30 يونيو 1979  |
| كسروان لبكي     | 27 أغسطس 1979  | 16 أكتوبر 1982 |
| فواد الترك      | 12 أبريل 1983  | 9 مايو 1988    |
| فاروق أبي اللمع | 25 مايو 1988   |                |
| سهيل الشماس     | 28 نوفمبر 1991 | 23 أبريل 1993  |
| ظافر الحسن      | 19 يونيو 1993  | 4 يناير 2000   |
| زهير حمدان      | 21 يناير 2000  |                |
| محمد عيسى       | 31 يناير 2002  | 17 يونيو 2004  |
| وفيق رحيمه      | 7 ديسمبر 2012  | 27 فبراير 2017 |
| هاني الشميطلي   | 20 يوليو 2017  | الآن           |

المصدر: وزارة الخارجية والمغتربين - الجمهورية اللبنانية

## خدمات الوزارة
- تتبع المعاملات
- معاملات اللبنانيين في الخارج
- المصادقات في الوزارة
- السفر إلى لبنان
- استعادة الجنسية اللبنانية
- أصول منح الجوازات الرسمية البيومترية[3]

## وصلات خارجية
- موقع وزارة الخارجية والمغتربين اللبنانية
- قائمة الوزراء على Rulers.org